# Liste von Persönlichkeiten der Stadt Hemer
Diese Liste enthält Persönlichkeiten der Stadt Hemer, die aufgrund ihrer Verdienste besondere Erwähnung verdienen.

## Geehrte Bürger

### Ehrenbürger
Ruth und Friedrich Grohe wurden am 10. Dezember 1974 in der letzten Ratssitzung der Stadt Hemer vor der kommunalen Neuordnung zu Ehrenbürgern ernannt. Das Fabrikantenehepaar baute die Firma Grohe zu einem führenden Unternehmen im Bereich der Badarmaturen aus. Aus Dank für die Ehrenbürgerschaft schenkte das Ehepaar Grohe der Stadt den Christopherusbrunnen für den Hademareplatz im Stadtzentrum. Inzwischen ist der Brunnen auf den Grohe-Platz unterhalb des Rathauses umgezogen. Auch eine Straße in der Innenstadt wurde nach Friedrich Grohe benannt.
Anlässlich der Stadterhebung Hemers wurde am 30. Januar 1936 Adolf Hitler Ehrenbürger. 1995 befasste sich der Stadtrat mit der Thematik. Er hob die Ehrenbürgerschaft nicht auf, distanzierte sich jedoch von der damaligen Entscheidung und stellte sich auf den Standpunkt, dass die Ehrenbürgerschaft mit dem Tode erloschen sei. Nachdem im Zuge der 75-Jahr-Feier der Stadt Hemer eine neue Diskussion über die Ehrenbürgerschaft entstand, stimmte der Rat am 29. März 2011 einem Antrag der SPD-Fraktion einstimmig zu, Hitler den Ehrenbürger-Titel abzuerkennen.
Bis 1975 hatte jede Gemeinde im Amt Hemer das Recht, eigene Ehrenbürger zu ernennen. So erhielt Friedrich Ludwig als langjähriges Mitglied in der Gemeinde- und Amtsversammlung 1953 den Ehrenbürgerbrief in Ihmert. Dem evangelischen Pfarrer Karl Thom wurde am 28. Februar 1961 vor allem für seine Verdienste in der Kulturarbeit ebenfalls das Ehrenbürgerrecht der Gemeinde Ihmert verliehen.

### Ehrenbriefe
Seit der kommunalen Neuordnung wurde die Ehrenbürgerschaft nicht mehr verliehen. Stattdessen werden verdiente Bürger seit 1988 mit so genannten „Ehrenbriefen“ ausgezeichnet. Bisher ausgezeichnet wurden:
- 1988: Otto Braun, Buchhändler in Hemer
- 1988: Hugo Sülberg
- 1988: Ursula Eckert
- 1988: Heinz Eckert, ehrenamtlicher Leiter der Volkshochschule Hemer[3]
- 1988: Dr. Hugo Banniza, Apotheker und Heimatforscher, in Hemer ist eine Straße nach ihm benannt
- 1989: Karl Wiemann
- 1989: Heinrich Humbeil
- 1990: Irmgard Althaus
- 1990: Johannes Ecker
- 1991: Alfred Meyer, langjähriger Schulleiter des Friedrich-Leopold-Woeste-Gymnasiums, Heimatforscher und Ehrenvorsitzender des Bürger- und Heimatvereins Hemer
- 1993: Nikolai Gubarev, sowjetischer Kriegsgefangener im Stammlager VI A, setzte sich danach für Versöhnung mit den Menschen in Hemer ein, in Hemer wird eine Straße auf dem ehemaligen Kasernengelände nach ihm benannt[4]
- 1994: Albrecht Koch
- 2000: Emil Nensel, Heimatforscher (u. a. Vorstandsmitglied des Vereins für Zeitgeschichte), Friedensaktivist und Mitarbeiter der action 365
- 2001: Hans-Hermann Stopsack, Heimatforscher und Buchautor, trieb als Vorsitzender des Vereins für Zeitgeschichte die Neugestaltung eines Stalag-Gedenkraums federführend voran
- 2001: Klaus Hennecke, Hemeraner Einzelhändler, Vorsitzender und Manager des Handballvereins HTV Sundwig-Westig
- 2004: Dieter Voss, ehemaliger Stadtdirektor, der sich gemeinsam mit Hans Meyer und Hermann-Josef Geismann für die Eigenständigkeit Hemers einsetzte
- 2005: Hermann-Josef Geismann, ehemaliger Bürgermeister des Amtes Hemer, langjähriger Landtagsabgeordneter und Vorsitzender des Bürger- und Heimatvereins Hemer
- 2006: Karl-Friedrich Stenner-Borghoff, Oberst des BSV Deilinghofen und Vorsitzender des Kultur- und Heimatvereins Deilinghofen
- 2009: Maurice Declerq, langjähriger Bürgermeister der Partnerstadt Steenwerck, Verleihung im Rahmen der Landesgartenschau Hemer 2010[5]

Außerdem verleiht die Stadt verdienten Bürgern „Ehrennadeln“. So erhielten unter anderem die Einsatzkräfte beim Orkan Kyrill und eine Reihe ehrenamtlich Tätiger Ehrennadeln.

### Verdienstorden der Bundesrepublik Deutschland
Folgende Hemeraner erhielten den Verdienstorden der Bundesrepublik Deutschland (Angabe mit Jahr der Verleihung, Liste unvollständig):
- unbekannt: Gerd Hesse für ehrenamtliches Engagement in Vereinen und der Kommunalpolitik, Verdienstkreuz am Bande
- unbekannt: Helmut Nockemann für seinen Einsatz bei der Freiwilligen Feuerwehr in Hemer und im Märkischen Kreis, Verdienstkreuz am Bande[6]
- 1960er-Jahre: Wilhelm Lenze, Otto Hoch, beide Verdienstkreuz am Bande
- 1963: Josef Kleffner, für sein Engagement in der Lokalpolitik, Großes Verdienstkreuz[7]
- 1975: Friedhelm Treude für sein Engagement als Heimatforscher[8]
- 1977: Heinrich Kroll, Schulleiter der evangelischen Diesterweg-Volksschule in Westig, für seine Verdienste um die Pflege des ostdeutschen Kulturgutes im Unterricht, Verdienstkreuz am Bande[9]
- 1981: Hermann-Josef Geismann für sein Engagement in der Kommunalpolitik und im Bürger- und Heimatverein, Verdienstkreuz am Bande
- 1982: Johanna Schäfer für ihren Einsatz für Kranke, Verdienstmedaille
- 1983: Albert Schreiber für sein Engagement in der Kommunalpolitik, Verdienstkreuz am Bande
- 1990: Fredi Camminadi für seinen Einsatz als ehrenamtlicher Bürgermeister sowie im Kreistag, Ausprägung unbekannt
- 1991: Hans Jarzombek für die Pflege des schlesischen Brauchtums, Ausprägung unbekannt
- 1991: Johannes Giebels für den Einsatz als Umweltschützer, Verdienstkreuz am Bande
- 1999: Doris Ebbing für ihr Engagement in der Kommunalpolitik als Ratsmitglied und stellvertretende Bürgermeisterin, Verdienstkreuz am Bande
- 2005: Hans Meyer für seinen Einsatz als ehrenamtlicher Bürgermeister und in Vereinen, Verdienstkreuz am Bande
- 2007: Heinrich Lütke für sein soziales Engagement in Entwicklungsländern, Verdienstkreuz am Bande
- 2007: Michael Esken für seinen Einsatz für Jugendliche und in der Kommunalpolitik, Verdienstkreuz am Bande
- 2008: Alfred Meyer für seinen Einsatz als Heimatforscher und Vorsitzender des Bürger- und Heimatvereins, Verdienstkreuz am Bande
- 2012: Jörg Franz für seine Arbeit als Geschäftsführer des Bundesverbands Deutsche Waldjugend[10], Verdienstkreuz am Bande[11]
- 2015: Hans-Hermann Stopsack für sein Engagement im Bereich der Geschichtsforschung und Heimatpflege, Verdienstkreuz am Bande[12]

## Bürgermeister
Amtierender hauptamtlicher Bürgermeister Hemers ist seit dem 1. November 2020 Christian Schweitzer (CDU). Er ist Nachfolger von Michael Heilmann (parteilos), der seit dem 14. Februar 2016 amtierte.
Seit der Zuerkennung der Stadtrechte 1936 hatte Hemer 16 verschiedene Bürgermeister, wobei Josef Kleffner und Hans Meyer (beide CDU) nach einer Unterbrechung jeweils noch ein zweites Mal ins Amt kamen. Hans Meyer ist zugleich der Bürgermeister mit der längsten Amtszeit, er amtierte von 1969 bis 1987 – nur unterbrochen durch die kommunale Neuordnung im Januar 1975, als Werner Beckmann (FDP) die Aufgaben des Bürgermeisters infolge der kommunalen Neuordnung für drei Wochen kommissarisch übernahm. Mit Hermann Arendt, Fredi Camminadi (beide SPD) und Hans Meyer tragen drei ehemalige Amtsträger den Titel des Altbürgermeisters. Zwischen 1946 und 1994 war nicht der Bürgermeister, sondern ein Stadtdirektor Chef der Stadtverwaltung. Von den vier Hemeraner Stadtdirektoren in dieser Zeit hatte Dieter Voss die längste Amtszeit, er wirkte zwischen 1966 und 1990 auf dieser Position.
Bis zur kommunalen Neuordnung 1975 hatte jede Gemeinde des Amtes Hemer einen eigenen ehrenamtlichen Bürgermeister. Darüber hinaus gab es den Posten des Amtsbürgermeisters, während die Stadtdirektoren parallel auch als Amtsdirektoren beschäftigt waren. Der Amtsbürgermeister mit der längsten Amtszeit nach dem Zweiten Weltkrieg war Gustav Teves (CDU), der zwischen 1948 und 1956 acht Jahre lang amtierte. Letzter Amtsbürgermeister war Hermann-Josef Geismann (CDU).

## Söhne und Töchter der Stadt

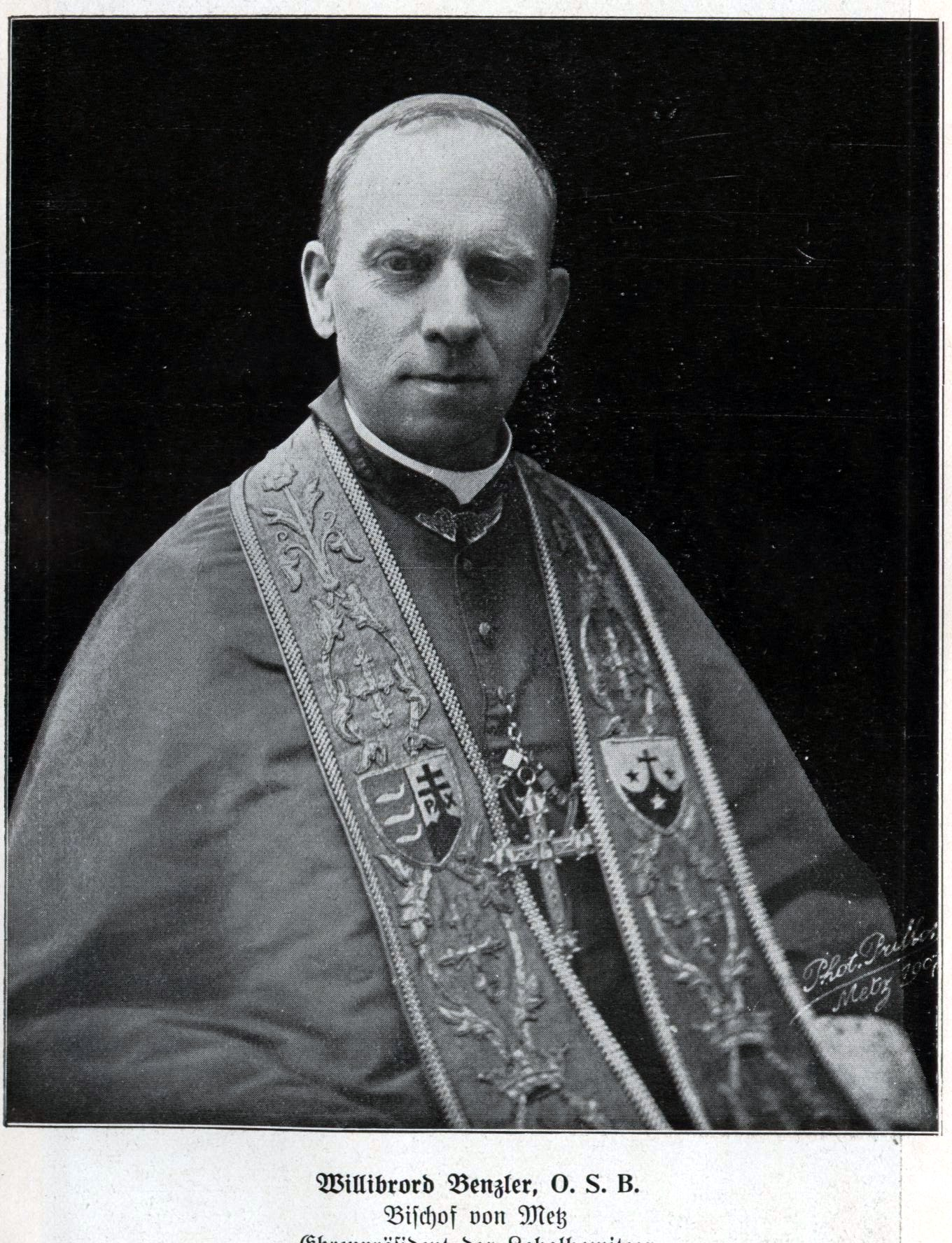
Willibrord Benzler

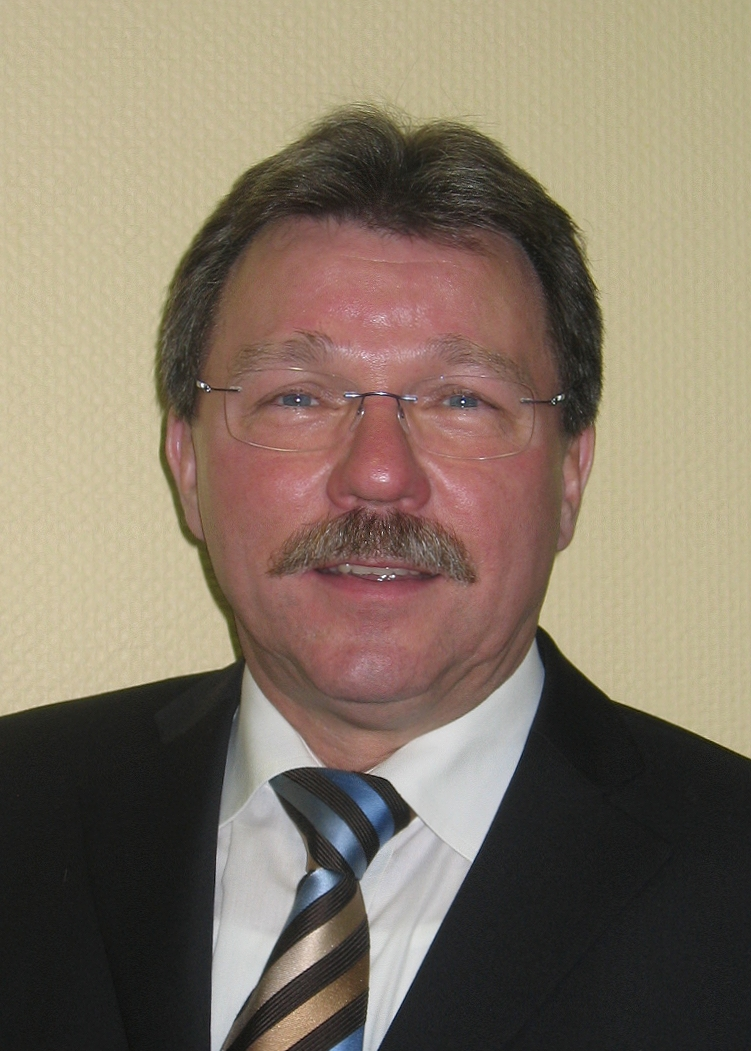
Aloys Steppuhn

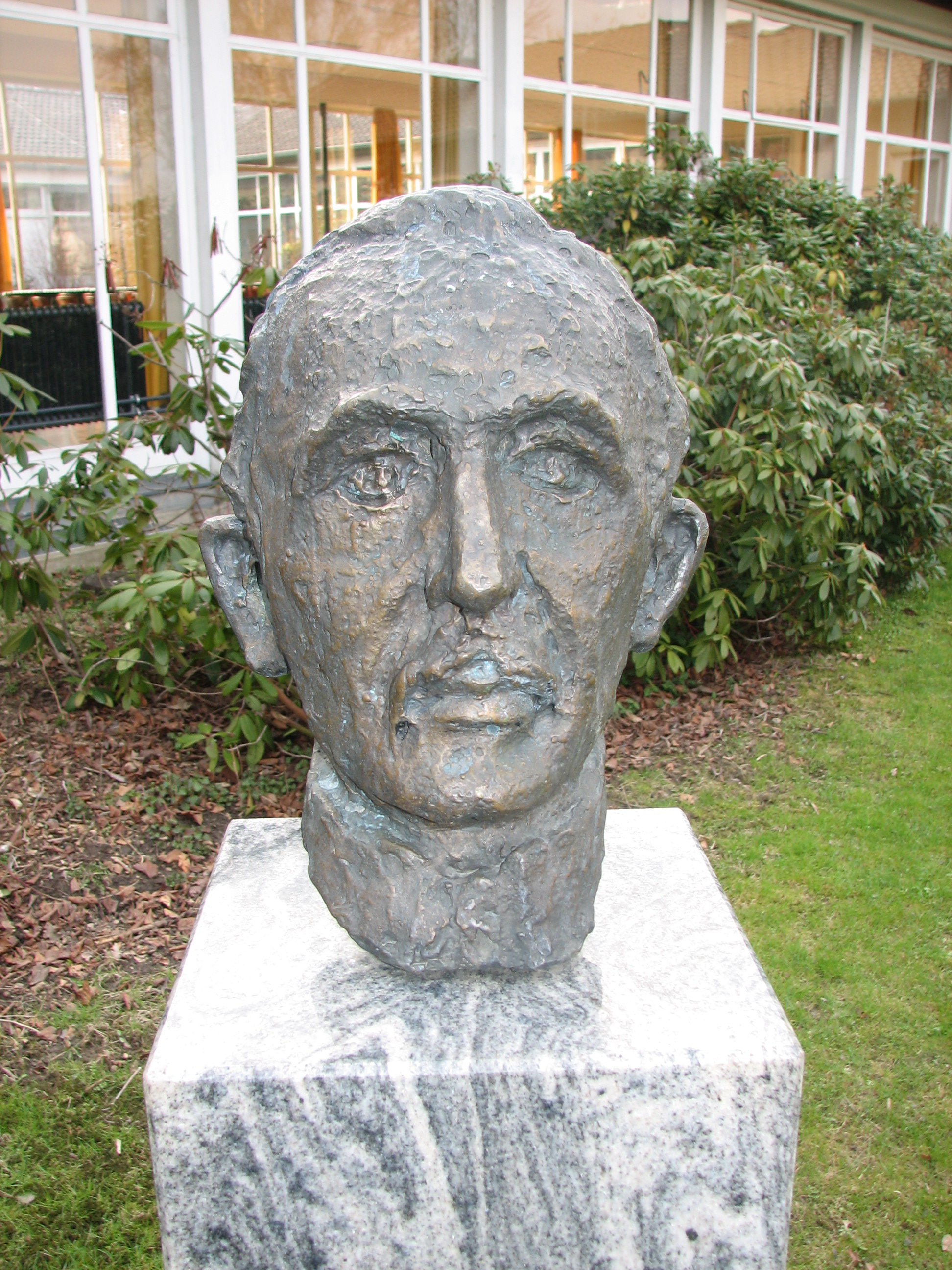
Büste Friedrich Leopold Woestes

- August Wilhelm Andernach (1862–1942)

Fabrikant, Großgrundbesitzer und Alpinist, Gründer der A.W.Andernach GmbH & Co. KG
- Hamza Anhari (* 2004)

Fußballspieler beim MSV Duisburg
- Stefan Bäcker (* 1968)

ehemaliger Eishockeyspieler, etwa beim Iserlohner EC
- Wolfgang Becker (1954–2024)

Filmregisseur, etwa des Publikumserfolgs Good Bye, Lenin!; legte sein Abitur am Friedrich-Leopold-Woeste-Gymnasium ab
- Willibrord Benzler (1853–1921)

langjähriger Bischof von Metz; seine Seligsprechung wurde eingeleitet, in Hemer ist eine Straße nach ihm benannt
- Albert Berg-Winters (* 1943)

CDU-Politiker, ehemaliger Landrat des Landkreises Mayen-Koblenz
- Lean Bergmann (* 1998)

Eishockeyspieler, etwa bei den Iserlohn Roosters
- Dieter Brüggemann (* 1953)

ehemaliger Eishockeyspieler, etwa beim EC Deilinghofen
- Lars Brüggemann (* 1976)

ehemaliger Eishockeyspieler, etwa der Iserlohn Roosters, heute Eishockeyschiedsrichter
- Walter Busch-Bernard (1946–2013)

Literaturwissenschaftler und Hochschullehrer an der Universität Verona
- Gabriele Caliebe (* 1954)

Richterin am Bundesgerichtshof
- Katja Danowski (* 1974)

Schauspielerin, für ihre Rolle in der Verfilmung Herr Lehmann nominiert für den Deutschen Filmpreis
- Oliver Dickhäuser (* 1971)

Psychologe und Hochschullehrer an der Universität Mannheim
- Heinz-Dieter Ebbinghaus (* 1939)

Mathematiker an der Albert-Ludwigs-Universität Freiburg
- Gustav Edelhoff (1900–1986)

Entsorgungsunternehmer, Gründer und langjähriger Präsident des Verbands privater Städtereinigungsbetriebe
- Heinz Feuerborn (1930–2018)

Bildhauer und Maler, arbeitete hauptberuflich als Lehrer an einem Gymnasium in Bonn
- Christian Fischer (* 1970)

Fußballschiedsrichter, der in der 2. Liga als Hauptschiedsrichter und in der Bundesliga als Assistent zum Einsatz kommt, pfeift für die SG Hemer
- André Gatzke (* 1975)

Fernsehmoderator beim KiKA
- Hermann-Josef Geismann (1930–2018)

ehemaliger Landtagsabgeordneter und Amtsbürgermeister von Hemer, ausgezeichnet mit dem Ehrenbrief der Stadt Hemer
- Matthias Grothe (1978–2017)

Basketballspieler, war u. a. bei Brandt Hagen und bei Phoenix Hagen in der 1. Bundesliga aktiv und ab der Saison 2010/11 Trainer der Iserlohn Kangaroos
- Lars Gudat (* 1989)

Handballspieler, u. a. bei HSG Ahlen-Hamm
- Emmanuel Gyamfi (* 2004)

Fußballspieler
- Wolfgang Hänisch (* 1954)

Erzählforscher mit Schwerpunkt auf Sauerländer Sagen und Höhlenforscher
- Christian Hommel (* 1981)

Eishockeyspieler und -funktionär bei den Iserlohn Roosters (DEL) und mehrfacher Nationalspieler, etwa bei der WM 2003
- Antje Susanne Meyer (* 1957)

Psychologin, Hochschullehrerin an der Radboud Universiteit Nijmegen und Direktorin des Max-Planck-Institut für Psycholinguistik in Nijmegen
- Inge Marßolek (1947–2016)

Zeit- und Kulturhistorikerin, Lehrstuhlinhaberin am Institut für Kulturwissenschaft der Universität Bremen
- Gerhard Möller (* 1954)

Eishockeyspieler beim EC Deilinghofen bzw. ECD Iserlohn
- Frank Neppe (* 1966)

Politiker (parteilos), ehemaliger Landtagsabgeordneter, Kreistagsabgeordneter und Mitglied im Rat der Stadt Iserlohn
- André Nendza (* 1968)

Jazzmusiker (Kontrabass u. a.), Gastdozent etwa an der Fachhochschule Frankfurt am Main und Blogger der Jazz-Zeitschrift Jazz thing
- Ulla Oster (* 1956)

Jazzmusikerin (Kontrabass), komponierte neben vielen Jazz-Stücken auch Film- und Theatermusik
- Erich Pinsker (* 1958)

Eishockeyspieler beim EC Deilinghofen, ECD Iserlohn und ECD Sauerland
- Enno Poppe (* 1969)

Komponist und Dirigent, unter anderem Mitglied der Nordrhein-Westfälischen Akademie der Wissenschaften und der Künste
- Hans Prinzhorn (1886–1933)

Psychiater und Kunsthistoriker, Vorreiter in der Analyse von Bildern psychisch Kranker, in Hemer ist die städtische Realschule, die LWL-Klinik für Psychiatrie und eine Straße nach ihm benannt
- Thomas Reichel (* 1961)

Eishockeyspieler beim EC Deilinghofen, ECD Iserlohn und ECD Sauerland
- Oscar Reuther (1880–1954)

Bauforscher, Lehrstuhlinhaber für Baugeschichte und Baukunst
- Ulf Rittinghaus (* 1956)

Unternehmer
- Friedrich von Romberg (1729–1819)

Bankier, Manufakturbesitzer, Reeder und Unternehmer, der im Sklavenhandel tätig war
- Carl Ruberg (1892–1985)

Professor für Betriebswirtschaftslehre an der Rheinischen Friedrich-Wilhelms-Universität Bonn
- Thomas Schäfer (1966–2020)

CDU-Politiker und hessischer Finanzminister, Mitglied des Landesvorstands der CDU Hessen
- Jörg Schauhoff (1943–2024)

Eishockeyspieler beim EC Deilinghofen und Immobilienmakler
- Hermann Scheffler (1920–1983)

SPD-Politiker, Mitglied des Landtags von Nordrhein-Westfalen und des Bundestages, Bürgermeister von Hohenlimburg
- Dieter Schweikard (* 1942)

Kammersänger (Bassist), Ensemble-Mitglied der Kölner Oper, Sänger bei den Bayreuther Festspielen
- Friedrich Sprang (1932–2017)

Richter am Bundessozialgericht
- Martin Steinhoff (* 1950)

ehemaliger Intendant der Oper Frankfurt
- Manfred Stenner (1954–2014)

Aktivist der Friedensbewegung, Gründer des Netzwerks Friedenskooperative
- Karl-Friedrich Stenner-Borghoff (* 1952)

Eishockeyspieler des EC Deilinghofen, Ehrenoberst des BSV Deilinghofen und Ratsherr (CDU)
- Aloys Steppuhn (* 1950)

CDU-Politiker, ehemaliger Landrat des Märkischen Kreises, ehemaliger Präsident des Sauerländischen Gebirgsvereins
- Johann Hermann Stindt (1763–1846)

Mühlenbauer und Papierformenhersteller, Erbauer unter anderem der Sundwiger Mühle und der Ebbergkirche
- Hans Studener (1919–2002)

im Ortsteil Langenbruch geborener Fußballspieler und -trainer
- Joachim Westermann (1948–2018)

SPD-Politiker, ehemaliger Staatssekretär in verschiedenen Ministerien Nordrhein-Westfalens, Präsident des Volksmusikerbundes NRW
- Friedrich Leopold Woeste (1807–1878)

Theologe, Lehrer und Sprachwissenschaftler, führte in Hemer die höhere Schule ein, in Hemer sind das städtische Gymnasium, eine Grundschule und eine Straße nach ihm benannt

## Persönlichkeiten, die vor Ort wirken

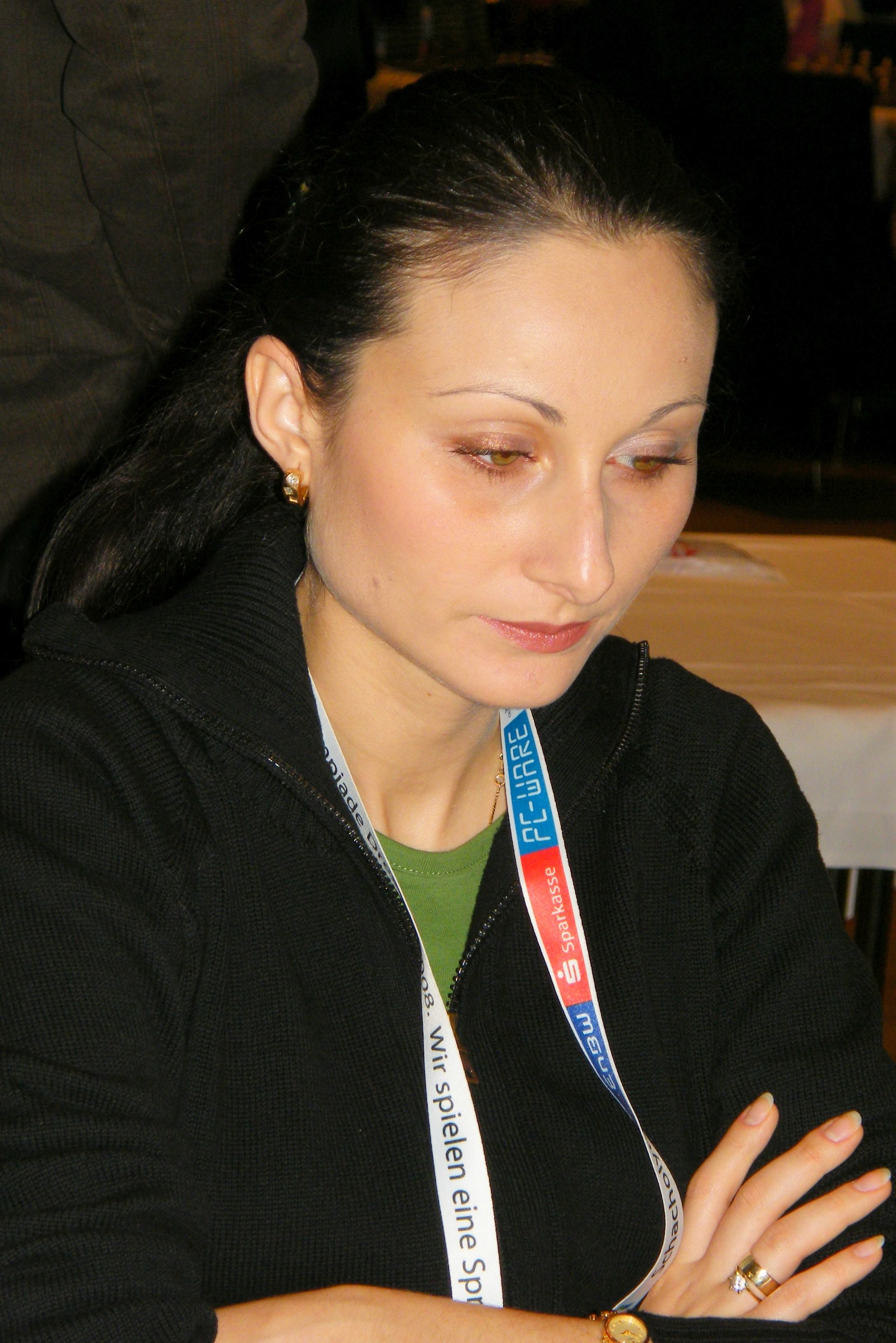
Carmen Voicu-Jagodzinsky

- Pater Beda OFM (1934–2015)

der bekannteste Geistliche der Stadt, teilweise in Apricke aufgewachsen
- Klaus Jürgen Berthold (* 1948)

Schriftsteller und Lehrer am Woeste-Gymnasium
- Herbert Blaha (1918–2002)

Thoraxchirurg, baute gemeinsam mit Hans Meyer die Lungenklinik Hemer auf
- Inge Blask (* 1959)

SPD-Politikerin und seit 2012 Mitglied des Landtags von Nordrhein-Westfalen, wohnhaft in Hemer
- Frank Elbe (1941–2022)

Diplomat, unter anderem deutscher Botschafter in Polen, Indien, Japan und der Schweiz, legte sein Abitur am Woeste-Gymnasium ab
- Rudolf Hagelstange (1912–1984)

Schriftsteller, lebte seit 1948 für einige Jahre in Hemer
- Jochen-Christoph Kaiser (* 1948)

Historiker und Theologe, in Hemer aufgewachsen
- Igor Kalavsky (1951–2024)

Eishockeyspieler, lief in den 1970er Jahren für den EC Deilinghofen auf und lebte bis zu seinem Tod in Hemer
- Thomas Kirchhoff (* 1960)

Gitarrist und Honorarprofessor an der Hochschule für Musik Detmold, legte sein Abitur am Woeste-Gymnasium ab
- Stefanie Klaunig (* 1991)

Handballspielerin
- Werner Milch (1903–1984)

Jurist und Wehrmachtsoffizier
- Klaus Nierhoff (* 1958)

Schauspieler, bekannt aus der TV-Serie Lindenstraße; wuchs in Hemer auf
- Benjamin Piel (* 1984)

Journalist und Träger des Theodor-Wolff-Preises, legte sein Abitur am Friedrich-Leopold-Woeste-Gymnasium in Hemer ab
- Bülend Ürük (* 1978)

Ehemaliger Chefredakteur, Sprecher der CDU/CSU-Fraktion im Deutschen Bundestag, legte sein Abitur am Friedrich-Leopold-Woeste-Gymnasium ab
- Sascha Vogt (* 1980)

Bundesvorsitzender der Jusos, gründete eine Juso-Gruppe in Hemer
- Carmen Voicu-Jagodzinsky (* 1981)

Schachspielerin, lebt in Hemer und ist für den Hemeraner Schachverein aktiv
- Sandy Wagner (* 1965)

Schlagersänger, lebt und arbeitet in Hemer